# Boutencourt
Boutencourt é uma comuna francesa na região administrativa de Altos da França, no departamento de Oise. Estende-se por uma área de 7,51 km². Em 2010 a comuna tinha 219 habitantes (densidade: 29,2 hab./km²).